# Gürgentepe
Gürgentepe ist eine Stadtgemeinde (Belediye) im gleichnamigen Ilçe (Landkreis) der Provinz Ordu am Schwarzen Meer und gleichzeitig eine Gemeinde der 2013 geschaffenen Büyüksehir belediyesi Ordu (Großstadtgemeinde/Metropolprovinz) in der Türkei. Seit der Gebietsreform 2013 ist die Gemeinde flächen- und einwohnermäßig identisch mit dem Landkreis. Gürgentepe liegt ca. 32 km südwestlich der „alten“ Provinzhauptstadt Ordu (jetzt Altınordu). Im Jahr 1955 wurde Gürgentepe zur Gemeinde (Belediye) erhoben
1987 wurde der nördliche Teil des Kreises Gölköy, bestehend aus vier Dörfern (Köy) und zwei Belediye (Verwaltungssitz Gürgentepe und Işıktepe) abgespalten und als Kreis autonom (Gesetz Nr. 3392).
(Bis) Ende 2012 bestand der Landkreis neben der Kreisstadt aus den drei Stadtgemeinden (Belediye) Direkli	Eskiköy	Işıktepe
sowie neun Dörfern (Köy), die während der Verwaltungsreform 2013 in Mahalle (Stadtviertel, Ortsteile) überführt wurden, die neun existierenden Mahalle der Kreisstadt blieben erhalten. Den Mahalle steht ein Muhtar als oberster Beamter vor. 
Ende 2020 lebten durchschnittlich 587 Menschen in jedem dieser 23 Mahalle, 1.287 Einw. im bevölkerungsreichsten (Işıktepe Mah.).